# فيليكس كوندي فالكون
فيليكس كوندي فالكون (بالإنجليزية: Félix Conde Falcón)‏ هو عسكري أمريكي، ولد في 28 فبراير 1938 في Juncos, Puerto Rico ‏ في الولايات المتحدة، وتوفي في 4 أبريل 1969.